# イン・ア・センチメンタル・ムード
「イン・ア・センチメンタル・ムード (In a Sentimental Mood)」は、デューク・エリントンが1935年に作曲したジャズの楽曲。後にマニー・カーツによって歌詞が追加され、歌曲としても親しまれている。
1935年4月30日、デューク・エリントン・オーケストラはブランズウィック・レコードにおいて、オットー・ハードウィックのアルト・サックスをフィーチャーした初録音を行った。同日のセッションにはジョニー・ホッジス（アルト・サックス）、ハリー・カーネイ（アルト・サックス、バリトン・サックス）、レックス・スチュワート（コルネット）らも参加している。オリジナルのレコード番号は「Br 7461」で、B面には「ショウボート・シャッフル」が収録された。
エリントン楽団の初録音はポップ・チャートで14位を記録し、1936年にはベニー・グッドマン楽団やミルズ・ブルー・リズム・バンドもポップ・チャート入りした。
エリントンは1962年9月26日、ジョン・コルトレーンとの共演アルバム『デューク・エリントン&ジョン・コルトレーン』でこの曲を再演しており、この共演ヴァージョンは2005年のアメリカ映画『Prime』のサウンドトラックでも使用された。また、オリジナル・ヴァージョンの録音に参加したジョニー・ホッジスは、自身のリーダー・アルバム『The Eleventh Hour』（1963年）でもこの曲を演奏した。

## クレジット
作曲はエリントンの単独名義となっているが、実際にはオットー・ハードウィックの作ったメロディが元になったという説もある。また、作詞はマニー・カーツとアーヴィング・ミルズ（エリントンの楽曲を出版していた人物）の共作とクレジットされているが、実際にはカーツが単独で歌詞を書いた。

## 主な録音

### インストゥルメンタルとしての録音
- ソニー・ロリンズ&モダン・ジャズ・クァルテット - 1953年10月7日の録音がアルバム『Sonny Rollins With The Modern Jazz Quartet, Art Blakey, Kenny Drew』に収録された[7]。
- ビル・エヴァンス - 1967年8月の録音（1982年発売のアルバム『California Here I Come』に収録）[8]、1970年代の録音（1982年発売のアルバム『Eloquence』に収録）[9]などを残している。
- デクスター・ゴードン - 1975年のアルバム『Stable Mable』に収録[10]。
- マッコイ・タイナー - 1975年のアルバム『Atlantis』に収録[11]。
- ケニー・バレル - 1977年のアルバム『Ellington Is Forever, Vol.2』に収録[12]。
- ハンク・ジョーンズ&トミー・フラナガン - 1983年のアルバム『I'm All Smiles』に収録[13]。
- ドクター・ジョン - 1989年のアルバム『イン・ア・センチメンタル・ムード』に収録[14]。
- ケニー・G - 1999年のアルバム『Classics in the Key of G』に収録[15]。
- 東京スカパラダイスオーケストラ - 2000年のアルバム『FULL-TENSION BEATERS』に収録。

### 歌曲としての録音
- エラ・フィッツジェラルド - 1956年9月4日にヴァーヴで録音し、アルバム『Ella Fitzgerald Sings The Duke Ellington Song Book, Vol. 2』に収録された[16]。
- サラ・ヴォーン - 1961年7月18日の録音が、アルバム『After Hours』に収録された[17]。
- ビリー・ジョエル - 1992年の映画『プリティ・リーグ』のサウンドトラックに提供[18]。
- ロバータ・フラック - 1994年のアルバム『Roberta』に収録[19]。
- ダイアン・リーヴス - 1995年のアルバム『Quiet After the Storm』に収録[20]。
- チャーリー・ワッツ - 1996年のアルバム『Long Ago & Far Away』に、バーナード・ファウラーのボーカルをフィーチャーした録音を収録[21][22]。